# 援蔣路線
援蔣路線（日语：／ Enshō rūto */?）是中國抗日戰爭期間，美國、英國、蘇聯等國對重慶國民政府支援物資與國外聯繫的主要運輸路線的總稱。

## 概要
援蔣路線這個名詞始於1938年，在1938年第三次近衛聲明獲得汪精衛呼應後，國民政府遷都，在日本人的定義來說「與日本為敵的中國國民政府」已和解，在重慶的國民政府只是不代表中國的國民黨軍事領導人（時職國民政府國民政府軍事委員會委員長）蔣中正領導之蔣介石政權，維持這個與堅持對日本徹底抗戰的政權不是中國政府。因此是「援蔣」，而非援中。
為了擊倒重慶國民政府，日本長時間對中國本土投入超過百萬以上用兵，中國國力因此凋敝，為了堅持全面戰爭因此得向其它國家尋求經濟及軍事上的援助。對日本而言，重慶政府無法被擊倒是外國勢力援助的奧援，在切斷與重慶與國外的聯繫後，蔣中正必然得屈服日本，因此在武漢會戰後日本政府的作戰重點之一就是切斷國民政府的輸送物資路線，以求弱化國民政府的續戰力。
不過在現在的日本，單論「援蔣路線」的場合，多假設為後文中提到的「緬甸路線」。

## 途徑

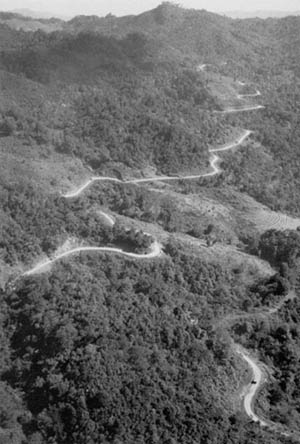
滇緬公路的空拍画像

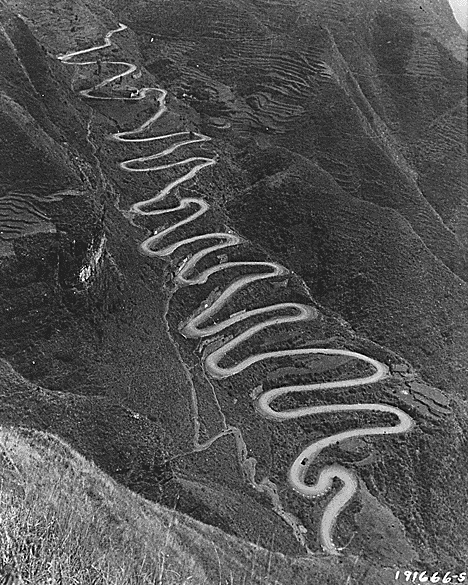
中印公路的空拍画像

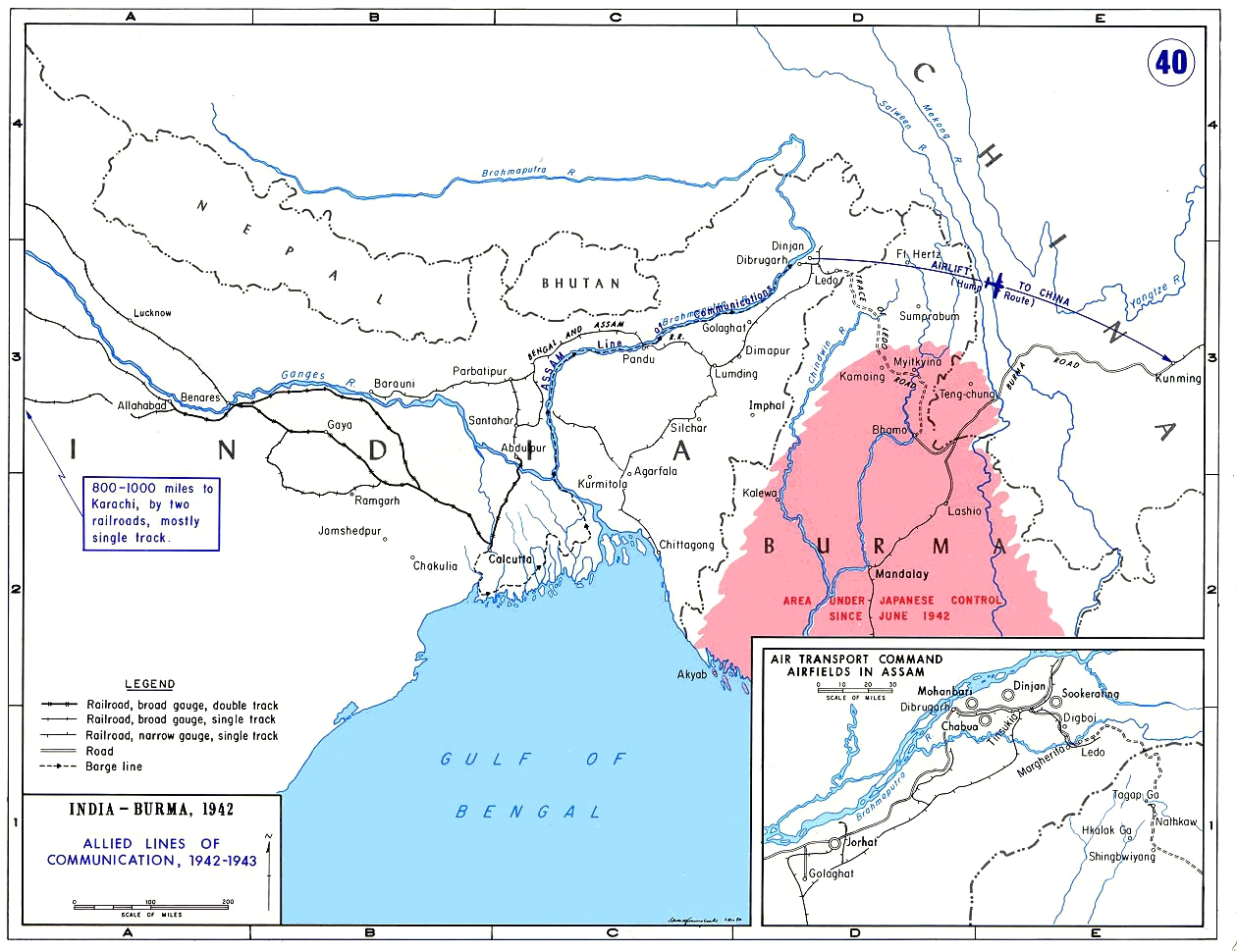
滇緬公路・中印公路・駝峰航線的路線圖

援蔣路線的途徑，自中日戰爭開戰起，期間經過了太平洋戰爭，至最終日本投降。主要有4條。
1. 香港：通過當時由英國的殖民地香港，經由廣九鐵路、或珠江水運進入廣東省內運中國。於1938年10月廣州被日本軍占領後切斷。
2. 法屬印度支那：經由當時法國殖民地法屬印度支那西部的海防市，經滇越鐵路將物資運往雲南省昆明。在1940年的日軍入侵法屬印度支那後被切斷。
3. 蘇聯：1937年開設的西北公路，自蘭州出發至伊犁進入蘇聯境內。1941年時苏德战争爆發，必須應付對德國戰爭的物資，無法兼顧，雖然公路未被截斷，蘇聯也不想刺激同年簽署日蘇中立條約的日本，他們停止供應物資。
4. 英屬緬甸：有新旧陸運2條與1條空運。舊陸運路線是滇緬公路，由當時是英國殖民地的英屬緬甸仰光鐵路運輸到臘戍（位於掸邦北部的一座大城），再由载货汽车經滇缅公路運往雲南省昆明。在1942年5月仰光遭日軍佔奪，緬甸被日軍攻陷後公路遭切斷。新路線是中印公路（雷多公路），在1943年10月中國駐印軍自英屬印度的阿薩姆邦雷多反攻時從印度境內修築，1945年3月芒友會師後接通滇緬公路舊段，宣布完工通車。空運路線為駝峰航線是1942年5月日本攻佔緬甸後，同盟國從印度東部沿喜马拉雅山脉飛入雲南昆明，此路線受制於距離及飛機運能，噸位總量直到二戰後期才有效提升。

## 外部連結
- Burma, 1942 （页面存档备份，存于） - 美國陸軍軍事史中心對1941年12月～1942年5月的緬甸狀況介紹。
- MERRILL'S MARAUDERS ASSOCIATION  （页面存档备份，存于） - 第二次世界大戦中，在法蘭克·麥瑞爾將軍的指揮下，當時確保了緬甸路線的美軍部隊介紹。
- 血と汗の歴史がしみ込んだビルマロード （页面存档备份，存于） - 《國家地理雜誌》日語版2003年11月号特集